# Château de Leynes
Le château de Leynes est situé sur la commune de Leynes (71570), dans le département de Saône-et-Loire (France)
Ce château, ancien prieuré et longtemps propriété de l'abbaye de Tournus, est mentionné pour la première fois en 1423 pendant les guerres opposant Armagnacs et Bourguignons. Il est plusieurs fois pillé, assiégé et brûlé : en 1471 par les troupes de Louis XI, en 1593 par le seigneur de Nogent et ses soldats. Il reste en état de ruine pendant plus d'un siècle avant d'être reconstruit en partie en 1716. Le château est aujourd'hui rénové et a été aménagé en chambre d'hôtes et en gîte.

## Quelques dates clés
- 875 : Charte de 19 mars 875 où Charles le Chauve donne le pays de Leynes à l'abbaye de Tournus.
- 1119 : Leynes est confirmé à l'abbaye de Tournus par le Pape.
- 1423 : Première mention du château, le château est occupé par les Armagnacs.
- 1471 : Invasion du Maconnais par les troupes de Louis XI qui font brûler le château.
- 1593 : Le château est pillé par le seigneur de Nogent[Lequel ?] et ses soldats.
- 1716 : L'abbaye de Tournus fait réaliser les réparations les plus urgentes.